# 이천장애인체육종합훈련원
이천장애인체육종합훈련원(利川障碍人體育綜合訓鍊院, Icheon National Training Center of Korea Paralympic Committee)은 대한민국 경기도 이천시에 있는 스포츠 시설이다. 대한민국 장애인 스포츠 국가대표 선수의 훈련을 위해 2009년 9월에 건립된 합숙 훈련 시설이다.

## 참고 문헌
- 《전국 공공체육 시설 현황 (2017년말 기준)》. 대한민국 문화체육관광부. 2019.
- 《2019년 전국 공공체육시설 현황 (2018년말 기준)》. 대한민국 문화체육관광부. 2020.
- 《2023 전국 공공체육시설 현황 (2022년 12월말 기준)》. 대한민국 문화체육관광부. 2024.

## 같이 보기
- 태릉국가대표선수촌
- 진천국가대표선수촌